# Friedrich August Kummer der Jüngere

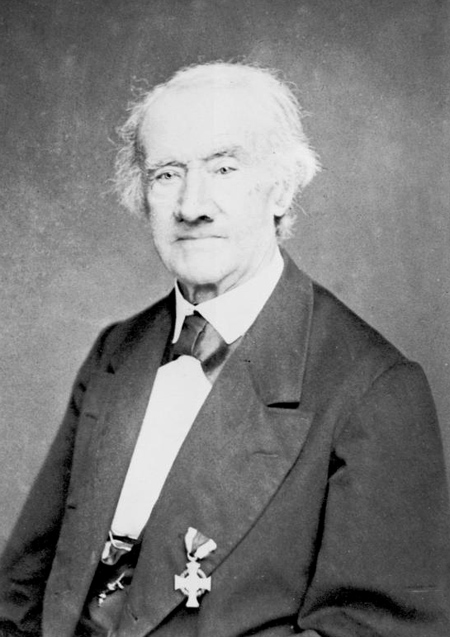
Friedrich August Kummer

Friedrich August Kummer der Jüngere (* 5. August 1797 in Meiningen; † 22. August 1879 in Dresden) war Cellist, Cellolehrer und Komponist.

## Leben
Friedrich August wurde 1797 als Kind seines gleichnamigen Vaters und seiner Mutter Dorothea Wagner in Meiningen geboren. Friedrich August der Ältere war seit 1796 Oboist an der Meininger Hofkapelle und erhielt etwa 1797/98 eine Anstellung an der heute noch bestehenden Hofkapelle in Dresden. Die Familie zog dorthin um, und Friedrich August wurde zunächst, wie sein Vater, Oboist, interessierte sich dann jedoch auch für das Violoncello. Er studierte bei den angesehenen Cellisten Friedrich Dotzauer und vermutlich auch bei Bernhard Romberg.
1814 wurde er vorläufig als Oboist in die Dresdner Hofkapelle aufgenommen, da gerade keine Cellisten benötigt wurden. Im selben Jahr berief Carl Maria von Weber Kummer als Cellisten an das Königliche Opernhaus.
1817 wurde Kummer Cellist in der Hofkapelle, und 1850 wurde er als Erster Solocellist mit dem Titel „Königlich-sächsischer Kammervirtuose“ berufen, nachdem Dotzauer in den Ruhestand getreten war. Kummer selbst trat im Jahr 1864 in den Ruhestand.
Im Jahre 1865 wurde sein Sohn Friedrich Kummer geboren.
Am Dresdner Konservatorium wirkte Kummer von dessen Gründung 1856 bis zu seinem Tod 1879, also auch nach seinem Ausscheiden aus der Hofkapelle. Zu seinen Schülern gehörten seine Söhne Ernst und Max sowie die Cellisten Julius Goltermann, Bernhard Cossmann, Ferdinand Thieriot, Richard Bellman und Ferdinand Bochmann.
Zu Lebzeiten war Friedrich August Kummer bekannt als Kammermusiker und Solo-Cellist. Er komponierte außerdem und schrieb 1839 eine Violoncelloschule für den ersten Unterricht, op. 60, welche bis heute populär ist. Kummer verstarb 1879 in Dresden und wurde auf dem Alten Katholischen Friedhof beigesetzt. Das Grab ist nicht erhalten.

## Werke (Auswahl)
- 3 Duos concertans et brillans für Violine und Cello, op. 15
- 3 Duette für zwei Celli, op. 22
- Souvenir de la Suisse, Concertino für Cello und Orchester oder Streichquartett oder Klavier, op. 30
- Adagio et variations sur un thème de l'opéra „I Capuleti e i Montecchi“ de Vincenzo Bellini für Violoncello und Streichquartett oder Klavier, op. 31 (1836)
- Duo facile sur des thèmes favoris de l'opéra "Les Huguenots" de Meyerbeer für Cello oder Viola und Klavier, op. 34
- Pièce fantastique für Cello und Orchester oder Streichquartett oder Klavier, op. 36 (1840)
- 8 große Etüden für Cello (cello 2 ad lib.), op. 44
- Deux pièces pour les Amateurs de Piano et de Violoncelle, op. 46
- Amusements pour les amateurs de Pianoforte et de Violoncelle (ou Viola) sur des Motifs de l'Opéra "Au fidele Berger" d'Adolphe Adam, op. 53
- Anticipations de la russie, Grande fantaisie sur des thèmes nationaux russes für Cello und Orchester, op. 56
- 10 Melodische Etüden für Cello (cello 2 ad lib.), op. 57
- 2 Duos de concert für Violine und Cello, op. 67
- Fantaisie sur les motifs de l'opéra "Lucia di Lammermoor" de G. Donizetti für Cello oder Viola und Klavier, op. 68 (1841)
- Trois morceaux de salon sur des motifs de Henselt, Reissiger, Malibran für Cello und Klavier, op. 69
- Réminiscences de l'opéra "La Favorite" de Donizetti, zwei Stücke für Cello und Klavier, op. 70
- La Cantilena élégie für Cello und Klavier, op. 72
- Concertino en forme d'une scène chantante für Cello und Klavier, op. 73
- Reminiscenses des opéras de Rossini et de Bellini für Violine oder Cello, begleitet von Streichtrio oder Klavier, op. 74
- Introduction et polacca brillante, Concert Piece für Cello und Orchester oder Streichquartett oder Klavier, op. 75
- Fantaisie sur des motifs de l'opéra Rienzi de Richard Wagner für Cello und Klavier, op. 78
- 4 Morceaux de salon sur des airs nationaux italiens, ecossais, allemands et espagnols für Cello und Klavier, op. 81
- 4 Duette für zwei Celli, op. 103
- 12 Duette für zwei Celli, op. 105
- Studien (Studies) für Cello (cello 2 ad lib.), op. 106
- Cantilena ed Allegro moderato alla mazurka für Cello und Orchester oder Streichquartett oder Klavier, op. 107
- Grazioso affettuoso für Cello und Klavier, op. 108
- Les soirées du nord sur des airs russes et bohémiens, Fantasien für Cello und Klavier, op. 115
- Vier Salon-Stücke über Motive aus Rienzi, Holländer & Tannhäuser von Richard Wagner für Cello und Klavier, op. 119
- 6 Duette für zwei Celli, op. 126
- Fantasie über Küchens Lieder für Cello und Klavier, op. 130
- Airs célèbres, Transcriptions für Cello und Klavier, op. 142

No. 4 Und ob die Wolke sie verhülle - air de l'opéra "Der Freischütz" de Weber
- 6 Duette für zwei Celli, op. 156